# Die Liga der außergewöhnlichen Gentlemen
Die Liga der außergewöhnlichen Gentlemen ist ein Fantasy-Actionfilm aus dem Jahr 2003 von Regisseur Stephen Norrington. Er handelt von sieben Helden der Literatur des 19. Jahrhunderts, die die Welt in 96 Stunden retten müssen, und basiert (mit zahlreichen Abweichungen) auf dem ersten Teil der gleichnamigen Comicreihe von Alan Moore. Die Hauptrollen sind mit Sean Connery (in seiner letzten Filmrolle), Shane West und Peta Wilson besetzt. Der Film startete am 2. Oktober 2003 in den deutschen Kinos.

## Handlung
Europa und die Welt stehen im Jahre 1899 vor einem neuen Zeitalter. Niemand vermutet drohende Gefahr, bis es zu einigen folgenschweren Zwischenfällen kommt. In London erscheint ein gepanzertes Gefährt, das direkt auf die Bank von England zufährt. Die eintreffende Polizei muss hilflos zusehen, wie das gepanzerte Fahrzeug bis zum Tresorraum vordringt. Dort springen mit deutschen Soldatenuniformen verkleidete Männer aus dem Fahrzeug und ein Mann mit einer Maske, der sich Das Phantom nennt.
Nach dem Überfall beschuldigt Großbritannien die Deutschen des Angriffs auf ihre Bank. Wenig später überfällt das Phantom eine deutsche Zeppelinfabrik und lässt die Deutschen im Glauben, dass die britische Armee die Fabrik überfallen hat. So sollen, das ist schnell klar, gegenseitige Beschuldigungen geschürt und ein Weltkrieg heraufbeschworen werden.
In aller Not holt man den legendären, inzwischen sichtbar gealterten Abenteurer Allan Quatermain aus seinem selbst auferlegten Exil in Afrika und führt ihn durch den geheimnisvollen M in die sogenannte Liga der außergewöhnlichen Gentlemen ein. Gemeinsam mit Kapitän Nemo und dessen U-Boot Nautilus, dem unsichtbaren Dieb Rodney Skinner, der Vampirin Wilhelmina Harker und Dorian Gray, der, solange sein verfluchtes Porträt verborgen bleibt, unsterblich ist, soll Quatermain das Phantom aufspüren und den Weltkrieg verhindern. Bald stoßen noch Dr. Henry Jekyll mit seiner monströsen zweiten Persönlichkeit Edward Hyde und der amerikanische Geheimagent Tom Sawyer zu der Gruppe. Doch den sieben bleibt nicht viel Zeit, den drohenden globalen Konflikt abzuwenden und den Weltkrieg zu verhindern, denn das Phantom plant, Venedig in wenigen Tagen anzugreifen, wo sich die Staatsoberhäupter Europas zu einer Geheimkonferenz treffen.
Anfänglich scheinen alle Gentlemen auf das gleiche Ziel hinzuarbeiten, nämlich die Zerstörung von Venedig zu verhindern, doch es stellt sich schnell heraus, dass sie einen Verräter in ihrer Mitte haben, der für das Phantom arbeitet. Zunächst wird Skinner verdächtigt, dieser entpuppt sich jedoch als unschuldig und Dorian Gray stellt sich als der wahre Verräter heraus. Dennoch gelingt es den übrig gebliebenen Helden, die Zerstörung von Venedig zu verhindern und das geheimnisvolle Phantom zu enttarnen: es ist James Moriarty, der die Rolle des M nur gespielt hatte, um die Liga irrezuführen.
Moriarty und Gray gelingt die Flucht in die eisigen Steppen der Mongolei, wo Moriarty eine Fabrik besitzt, in der er Kriegsmaschinen herstellt, weiter stellt sich heraus, dass Moriarty bereits von Anfang an geplant hatte, sich der Kräfte und Geheimnisse der vereinzelten Liga-Gentlemen zu bemächtigen: Mina Harkers Blut, um daraus die Quelle für ihre Vampirkräfte zu gewinnen, Dr. Jekylls Elixier, mit dem dieser sich in Edward Hyde verwandeln kann, einer Hautprobe von Rodney Skinner, um dessen Fähigkeit der Unsichtbarkeit zu erlangen, sowie Fotografien von Kapitän Nemos U-Boot, um mit den damit gewonnenen Informationen selbst U-Boote zu bauen – denn der eigentliche Plan Professor Moriartys ist es, sowohl die Fähigkeiten der Ligamitglieder als auch die Maschinen aus seiner Fabrik in Europa an den Meistbietenden zu verkaufen, um damit den Weltkrieg auszulösen.
Die Liga verfolgt die beiden in die Mongolei und kann schließlich sowohl Moriartys Fabrik zerstören als auch die entführten Wissenschaftler mit ihren Familien retten. Mina Harker tötet Dorian Gray, indem sie ihm sein Porträt zeigt, woraufhin dieser zu Staub zerfällt, und Tom Sawyer kann Professor Moriarty auf der Flucht mit einem gezielten Fernschuss töten; kurz darauf verstirbt Quatermain an einer Stichwunde, die Moriarty ihm kurz zuvor zugefügt hatte.
Quatermains Leiche wird von seinen Gefährten nach Afrika überführt und in afrikanischer Erde bestattet. Bei dem Begräbnis erinnern sich seine Gefährten an eine Geschichte, die er ihnen erzählt hatte: Quatermain hatte vor Jahren das Dorf eines Schamanen gerettet, der ihm als Dank dafür versprach, dass ihn Afrika niemals sterben lassen würde. In der Schlussszene sieht man schließlich diesen Schamanen bei der Durchführung eines Rituals an Quatermains Grab, bei dem sich ein ungewöhnlicher Sturm am Himmel zusammenbraut und der Grabhügel zu beben anfängt, schließlich schlägt ein Blitz in das Gewehr ein, das Tom Sawyer auf Quatermains Grab zurückgelassen hatte.

## Produktion
Das Produktionsbudget des Filmes betrug etwa 78 Millionen US-Dollar. Weltweit spielte der Film 175,5 Millionen US-Dollar ein, 66,5 davon in den USA und 109 in der restlichen Welt. Er liegt damit auf Platz 27 der finanziell erfolgreichsten Filme im Jahr 2003.
Der Film wurde in der zweiten Hälfte des Jahres 2002 vor und nach der Jahrhundertflut in Tschechien in Prag gedreht. Die 20-wöchigen Dreharbeiten mussten im August unterbrochen werden, weil einige Sets zerstört worden waren. Der Veröffentlichungstermin wurde um einige Wochen verschoben. Einige wenige Drehtage gab es auch auf Malta, wo die Außenaufnahmen auf dem U-Boot entstanden, und in Los Angeles, wo Großaufnahmen gedreht wurden. Die europäische Premiere des Filmes fand in Prag statt, wobei die Erlöse an die Flutopfer gespendet wurden.
Peta Wilson ersetzte Monica Bellucci, die wegen Terminschwierigkeiten aus dem Projekt ausscheiden musste.

## Synchronisation
Die deutsche Synchronbearbeitung entstand 2003 bei der
Berliner Synchron GmbH Wenzel Lüdecke. Das Dialogbuch verfasste Tobias Meister, der auch Synchronregie führte und Tom Goodman-Hill seine Stimme lieh.
| Rolle                            | Darsteller       | Synchronsprecher         |
| -------------------------------- | ---------------- | ------------------------ |
| Allan Quatermain                 | Sean Connery     | Otto Mellies             |
| Tom Sawyer                       | Shane West       | Simon Jäger              |
| Mina Harker                      | Peta Wilson      | Claudia Urbschat-Mingues |
| Dorian Gray                      | Stuart Townsend  | Benjamin Völz            |
| Dr. Henry Jekyll/Edward Hyde     | Jason Flemyng    | Dietmar Wunder           |
| Kapitän Nemo                     | Naseeruddin Shah | Manfred Lehmann          |
| Rodney Skinner (Der Unsichtbare) | Tony Curran      | Thomas Nero Wolff        |
| Nigel                            | David Hemmings   | Michael Chevalier        |
| Professor James Moriarty         | Richard Roxburgh | Leon Boden               |
| Dante                            | Max Ryan         | Martin Keßler            |
| Sandersen Reed                   | Tom Goodman-Hill | Tobias Meister           |

## Ausstrahlung in Deutschland
In Deutschland lief die Free-TV-Premiere am 5. Februar 2006 auf RTL. Diese verfolgten insgesamt 6,05 Millionen Zuschauer bei 15,7 Prozent Marktanteil, in der werberelevanten Zielgruppe waren es 26,7 Prozent Marktanteil durch 4,57 Millionen Zuschauer.

## Kritiken
Die Kritiken fielen überwiegend negativ aus.
So gab das Empire Magazin dem Film 2 von 5 Sternen: Der Film sei ein deprimierend plumper Action-Film, dessen Charakteren jegliche Tiefe fehle.
Bei Rotten Tomatoes erreichte der Film eine 4/10 Wertung, wobei nur 17 % aller Kritiken positiv sind.
Roger Ebert von der Chicago Sun-Times gab dem Film einen Stern.

“The League of Extraordinary Gentlemen assembles a splendid team of heroes to battle a plan for world domination, and then, just when it seems about to become a real corker of an adventure movie, plunges into … inexplicable motivations, causes without effects, effects without causes, and general lunacy.”

„Die Liga der außergewöhnlichen Gentlemen versammelt ein herrliches Helden-Team, um einen Plan zur Weltherrschaft zu verhindern, und dann, gerade wenn es aussieht, als käme ein richtig guter Abenteuer-Film dabei heraus, stürzt er sich in […] unbegreifliche Beweggründe, Ursachen ohne Wirkungen, Wirkungen ohne Ursachen und allgemeine Idiotie.“

## Auszeichnungen
Es gab im Jahr 2004 vier Nominierungen für den Saturn Award, den Preis der Academy of Science Fiction, Fantasy & Horror Films:
- Bester Fantasy-Film
- Shane West (Cinescape Genre Face of the Future Award)
- Peta Wilson (Beste Nebendarstellerin)
- Jacqueline West (Beste Kostüme)

Des Weiteren gab es 2004 eine Nominierung bei den Visual Effects Society Awards.